# Envigado Fútbol Club
O Envigado Fútbol Club, conhecido como Envigado F.C., é um clube de futebol de Envigado, Colômbia, fundado em 14 de outubro de 1989 e atualmente joga na Primeira Divisão Colombiana.
O clube é conhecido por ter uma base de qualidade muito elevada, da qual já saiu jogadores como James Rodríguez, Mauricio Molina, Giovanni Moreno, Dorlan Pabón, entre outros.

## Rivalidades

### Clássicos do futebol Antioqueño
- Envigado vs Itaguí Leones
- Envigado vs Atlético Nacional
- Envigado vs Independiente Medellín

## Títulos
- Categoría Primera B (2): 1991 e 2007[2]